# Vũ Chu (Tam Quốc)
Vũ Chu (tiếng Trung: 武周; bính âm: Wu Zhou; ? - ?), tự Bá Nam (伯南), là quan viên Tào Ngụy thời Tam Quốc trong lịch sử Trung Quốc.

## Cuộc đời
Vũ Chu quê ở huyện Trúc Ấp, nước Bái, Dự Châu, là con trai trưởng của Lâm Dĩnh hầu, thái thú Cửu Giang Vũ Đoan (武端).
Năm 196, Tào Tháo khống chế được Hán Hiến đế, bắt đầu chấp chưởng triều đình, Vũ Chu lúc này bắt đầu xuất sĩ. Năm 199, Tào Tháo tiêu diệt Lã Bố, khống chế Từ Châu, bổ nhiệm Vũ Chu làm huyện lệnh Hạ Bi. Quốc tướng nước Lang Gia là Tang Bá kính trọng Chu, thường đến nhà riêng làm khách. Bộ hạ của Bá là tùng sự Tổng Đồng (總詷) làm việc trái pháp luật. Chu biết được việc này, cho người đến bắt rồi thẩm vấn đến chết. Bá biết chuyện, càng quý trọng Chu.
Năm 209, Trương Liêu được nhận giả tiết, trấn thủ Thọ Xuân. Vũ Chu chuyển chức làm hộ quân của Liêu, hai người xảy ra hiềm khích. Sau Liêu liền tới gặp thứ sử Dương Châu Ôn Khôi, mời Hồ Chất ra làm phụ tá, Chất lấy cớ có bệnh từ chối. Liêu hỏi: Ta có lòng ủy thác trọng trách, ngài cớ gì đối xử như thế? Chất đáp rằng: Người xưa kết giao, biết người lấy nhiều vẫn tin là kẻ đó không tham, biết người thua chạy mà tin người đó không nhát, thì mới có thể trọn tình. Vũ Bá Nam là nhã sĩ, xưa tướng quân hay tán thưởng hắn, giờ chỉ vì cái tức trừng mắt mà gây ra hiềm khích. Huống chi Chất tài bạc, sao có thể ở chung? Đây là lý do vậy. Trương Liêu cảm kích lời đó, hòa giải với Vũ Chu.
Năm 215, Tôn Quyền chuẩn bị tấn công Hợp Phì. Tào Tháo lấy Tiết Đễ thay Vũ Chu làm hộ quân của Trương Liêu. Năm 220, Tào Phi soán Hán, lấy Chu làm Thị ngự sử. Chu làm quan tới chức Quang lộc đại phu, Vệ úy, tước Nam Xương hầu, không rõ mất khi nào.

## Gia đình
Vũ Chu có ba con trai, nổi danh từ lúc nhỏ, được người cùng quận là Lưu Công Vinh (劉公榮) coi tướng, đoán rằng đều thành công trên hoạn lộ:
- Vũ Cai (武陔), tự Nguyên Hạ (夏), làm quan cho nhà Tấn tới chức Khai phủ, Nghi đồng tam tư.
- Vũ Thiều (武韶), tự Thúc Hạ (叔夏), quan đến Tán kỵ thường thị.
- Vũ Mậu (武茂), tự Quý Hạ (季夏), quan đến Tán kỵ thường thị.
- Một con gái, hả cho Lưu Phân (劉芬).

## Trong văn hóa
Vũ Chu không xuất hiện trong tiểu thuyết Tam quốc diễn nghĩa của La Quán Trung.